# Церква Кар'я
Церква Кар'я — лютеранська церква середніх віків.
Знаходиться в Естонії, на півночі острова Сааремаа, в муніципалітеті Лейсі, на околиці села Ліннака.
Дата будівництва храму невідома. У літописах згадується 1254 роком, що на місці нинішньої церкви стояла
невелика дерев'яна церква. Кам'яний храм, очевидно, було збудовано наприкінці XIII століття шведськими
майстрами, які прибули з острова Готланд. Спочатку церква була освячена на честь Святих Катарини та Миколи, згодом храм стали називати церквою Катарини в Карья.
До 1896 року парафіянами храму були балтійські німці. Богослужіння проводиться більше 700 років.
Перший священнослужитель естонського походження був Карл Верманн з1896 по1926 р.
В архітектурному плані церква Кар'я — однонефний храм без дзвіниці. 
Церква побудована в романському та готичному стилях із сааремааського доломіту. 
Жителі у разі небезпеки могли сховатися у церкві за товстими стінами.
Інтер'єр церкви різко контрастує із суворим зовнішнім виглядом будівлі. В середині  приміщення багато скульптур та барельєфів. Їхня кількість у церкві Кар'я випереджає всі сільські храми Північної Європи.  Храм вважається найменшим із наявних на островах Сааремаа та Муху.
Різьблені кам'яні рельєфи зображують Святих Катерину та Миколая, сцени з біблії та розп'яття Христа.
Виготовили їх у різні часи майстрами з Німеччини, Швеції та Франції.
На стелі і стінах храму є фрески із зображенням язичницьких символів, пентаграм і гротескних чортів.
До тепер у церкві збереглися кафедра, побудована в 1638 році ремісником з Курессааре Бальтазаром Рашком, купіль XIV століття та розп'яття, датоване XV століттям.
Орган у нео-готичному стилі було виготовлено 1882 року майстром Густавом Норманном.
У дворі храму знаходяться три надгробки XIV—XV століть, прикрашені мальтійським та грецькими хрестами.
При церкві працює сувенірна крамниця, де можна купити церковні книги, листівки та ікони.